# 瓦伊 (奥布省)
瓦伊（法語：Vailly，法語發音：[vaji]）是法国奥布省的一个市镇，属于特鲁瓦区。

## 地理
瓦伊（48°22'10"N, 4°7'19"E）面积11.25 平方千米，位于法国大東部大區奥布省，该省份为法国中北部省份，北起马恩省，西接塞纳-马恩省，西南至约讷省，东南至科多尔省，东临上马恩省。
与瓦伊接壤的市镇（或旧市镇、城区）包括：沙尔蒙苏巴尔比斯、特鲁瓦附近克勒内、弗日、拉沃、吕耶尔、圣莫尔。

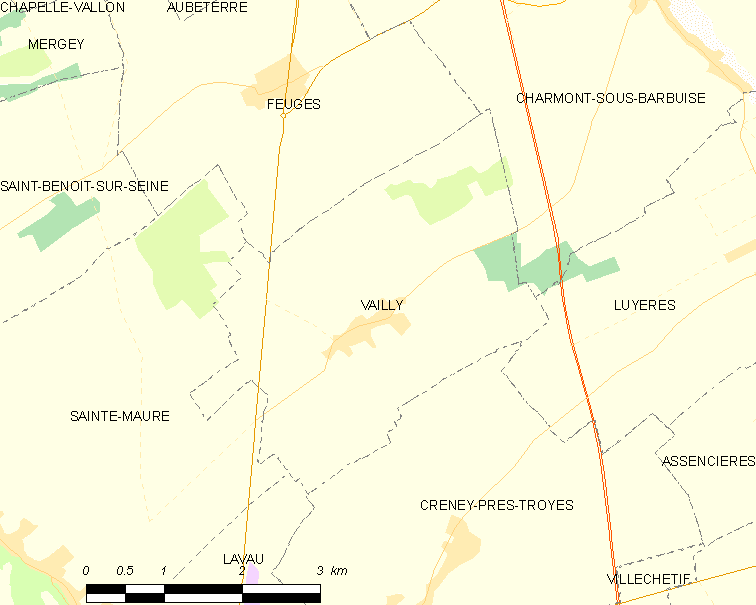
的OSM定位图

瓦伊的时区为UTC+01:00、UTC+02:00（夏令时）。

## 行政
瓦伊的邮政编码为10150，INSEE市镇编码为10391。

## 政治
瓦伊所属的省级选区为特鲁瓦附近克勒内县。

## 人口

1962-2008年间人口变化图示

瓦伊于2022年1月1日时的人口数量为310人。